# Wearing the Inside Out
„Wearing the Inside Out“ je šestá skladba ze studiového alba anglické progresivně rockové skupiny Pink Floyd The Division Bell, vydaného v roce 1994. Skladbu napsali Anthony Moore a Richard Wright a zajímavostí je, že Wright skladbu zpívá.

## Sestava
- Richard Wright – klávesy, sólový zpěv
- David Gilmour – kytara, vocals (třetí sloka), baskytara
- Nick Mason – bicí, perkuse
- Dick Parry – tenor saxofon
- Sam Brown, Durga McBroom a Carol Kenyon – doprovodný zpěv